# Lysin

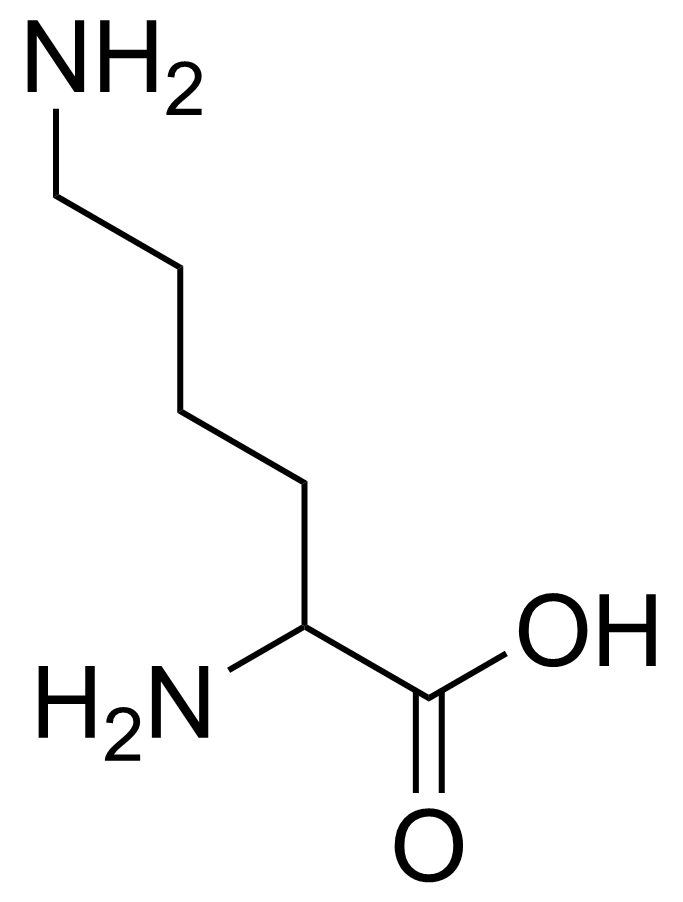
Lysin

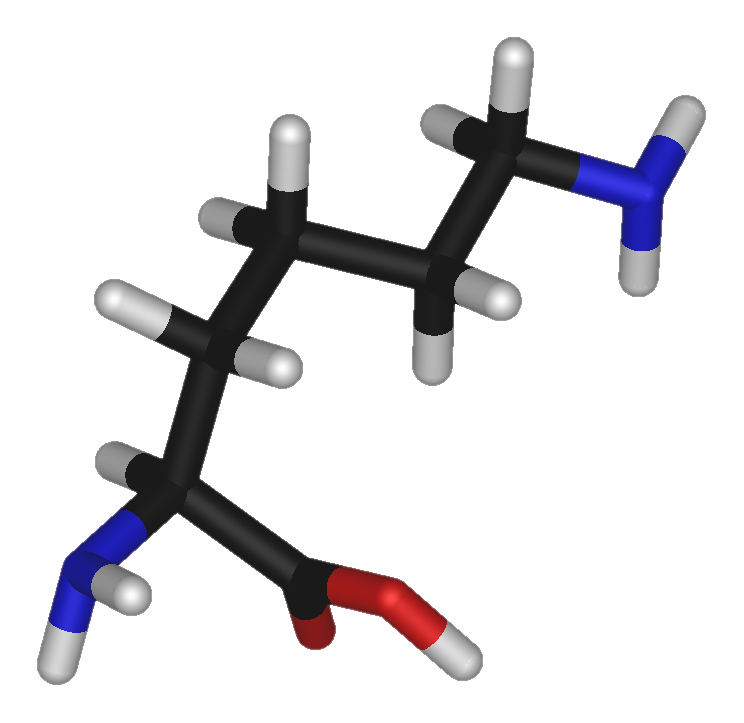
Lysinmolekylmodell

Lysin (förkortas Lys eller K) är en av de tjugo aminosyror som är byggstenar i proteiner. Den är en av de essentiella aminosyrorna som kroppen inte själv kan tillverka, utan som måste tillföras genom födan. Lysin är en bas, liksom arginin och histidin. Den föredrar transisomeri i sina peptidbindningar.
I den genetiska koden kodas lysin av två kodon: AAA och AAG.
Det finns mest lysin i animaliska livsmedel som kött, ägg, ost samt viss fisk. Det finns även förhållandevis mycket lysin i proteinrika vegetabilier, till exempel ärtväxter såsom sojabönor, kikärtor och kidneybönor. 